# 1315
Пізнє Середньовіччя •  Великий голод •  Реконкіста •  Ганза • Авіньйонський полон пап •  Монгольська імперія

## Геополітична ситуація
Андронік II Палеолог є імператором Візантійської імперії (до 1328). За титул короля Німеччини ведуть боротьбу Фрідріх Австрійський та Людвіг Баварський. У Франції триває правління Людовика X (до 1316).
Апеннінський півострів розділений: північ належить Священній Римській імперії, середню частину займає Папська область, південь належить Неаполітанському королівству. Деякі міста півночі: Венеція, Піза, Генуя тощо, мають статус міст-республік. Триває боротьба гвельфів та гібелінів.
Майже весь Піренейський півострів займають християнські Кастилія і Леон, Арагонське королівство та Португалія, під владою маврів залишилися тільки землі на самому півдні. Едуард II є королем Англії (до 1327), а королем Данії є Ерік VI (до 1319).
Руські землі перебувають під владою Золотої Орди. Галицько-Волинське князівство очолюють Лев Юрійович та Андрій Юрійович, Михайло Ярославич править у Володимиро-Суздальському князівстві (до 1318).
Монгольська імперія займає більшу частину Азії, але вона розділена на окремі улуси, що воюють між собою. У Китаї, зокрема, править монгольська династія Юань. У Єгипті владу утримують мамлюки. Мариніди правлять у Магрибі. Делійський султанат є наймогутнішою державою Північної Індії, а на півдні Індії панують держава Хойсалів та держава Пандья. В Японії триває період Камакура.
Цивілізація майя переживає посткласичний період. Почала зароджуватися цивілізація ацтеків.

## Події

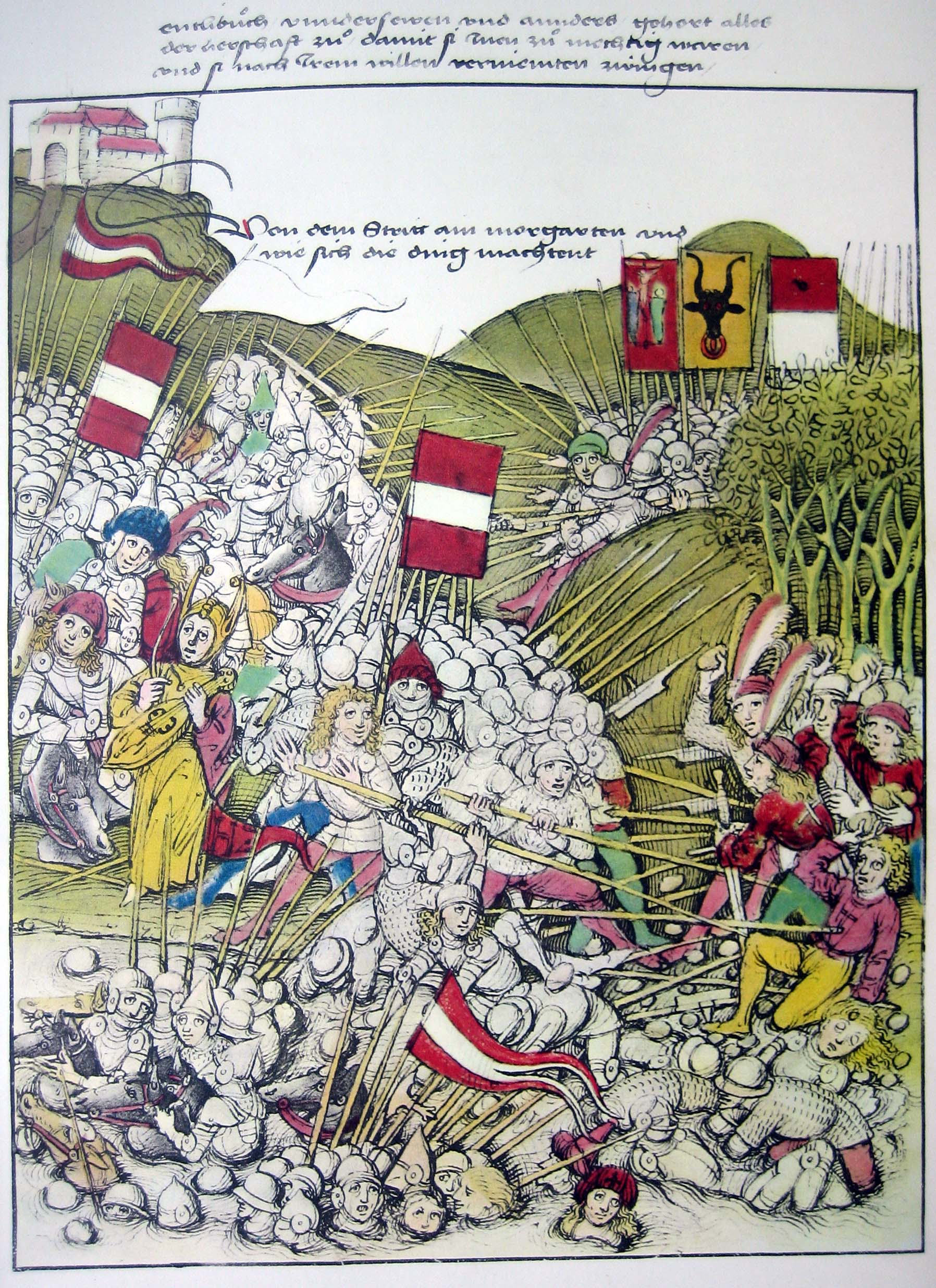
Битва під Моргартеном. Гравюра з хроніки Діболда Шиллінга

- Неврожайний рік у Північній Європі, початок Великого голоду.
- У Франції на вимогу невдоволених магнатів король Людовик X повісив скарбника свого батька Ангеррана де Маріньї.
- Людовик X оголосив, що за правом природи кожна людина народжується вільною. Це означало скасування кріпацтва. Надалі кожна людина, що ступала на землю Франції отримувала свободу. Людовик X також дозволив євреям повернутися в Францію, звідки їх вигнав його батько Філіп IV Красивий.
- У Шато-Гайяр померла дружина Людовика X Маргарита Бургундська, звинувачена за справою Нельської вежі. Її смерть дозволила Людовику X одружитися з Констанцією Угорською.
- 15 листопада у битві біля Моргартена швейцарське ополчення кантонів Швіц, Урі та Унтервальден, що об'єднались в 1291 році, перемогли війська герцога Австрійського Леопольда Габсбурга, відстоявши незалежність Швейцарського союзу.
- Едуард Брюс, брат шотландського короля Роберта Брюса, висадився в Ірландії й, заручившись підтримкою частини ірландських феодалів, оголосив себе королем Ірландії.